# Steve Maneri
(en) Statistiques sur pro-football-reference
Steve Maneri (né le 20 mars 1988 à Saddle Brook) est un joueur américain de football américain. Il joue actuellement avec les Bears de Chicago.

## Enfance
Maneri fait ses études à la Saddle Brook High/Middle School de sa ville natale de Saddle Brook et reçoit son diplôme en 2006. Il joue au basket-ball pendant trois ans, recevant des honneurs régionaux. Maneri joue une saison dans l'équipe de football américain, comme tight end, recevant trente-six passes pour 607 yards et cinq touchdowns.

## Carrière

### Université
Il entre à l'université de Temple où il joue dans l'équipe de football américain, toujours comme tight end, faisant six réceptions en 2006 pour soixante-et-un yards et deux touchdowns. Il joue tous les matchs de la saison 2007, dont trois comme titulaire. La saison suivante, il débute neuf des douze matchs de la saison, reçoit quatorze passes pour 150 yards pour quatre touchdowns.
La dernière saison universitaire de Maneri le voit être titulaire à tous les matchs de la saison comme tight end, recevant douze passes pour 134 yards et deux touchdowns. Il est nommé dans la troisième équipe de la saison pour la All-Mid-American Conference.

### Professionnel
Steve Maneri n'est sélectionné par aucune équipe lors du draft de la NFL de 2010. Il signe, peu de temps après, avec les Texans de Houston mais étonnement, se présente comme offensive tackle. Il fait tout le camp d'entrainement des Texans mais n'est pas dans l'effectif pour commencer la saison 2010 et libéré le 4 septembre 2010.
Le 5 septembre 2010, il signe avec les Patriots de la Nouvelle-Angleterre avant d'être libéré le 27 septembre après été déclaré inactif lors des trois premiers matchs de la saison. Deux jours plus tard, il signe avec l'équipe d'entrainement. Le 20 janvier 2011, il signe un nouveau contrat avec les Patriots mais il n'est pas retenu dans l'équipe pour la saison 2011 et libéré une nouvelle fois le 4 septembre 2011.
Le lendemain, il signe avec les Chiefs de Kansas City. Lors de la off-season 2012, il change de poste, optant pour celui de tight end et devient titulaire à ce poste à huit reprises en 2012. Il est libéré dès la saison achevée. Le 21 mars 2013, il signe un contrat de deux ans avec les Bears de Chicago.

## Palmarès
- Troisième équipe de la saison 2009 pour la conférence All-Mid-American Conference